# Tim Aline Rebeaud
Aline Rebeaud, tên tiếng Việt là Hoàng Nữ Ngọc Tim (sinh ngày 11 tháng 4 năm 1972), là một nhà hoạt động xã hội người Thụy Sĩ.

## Tiểu sử và sự nghiệp
Aline Rebeaud sinh ngày 11 tháng 4 năm 1972 ở Thụy Sĩ. Đang theo học Mỹ thuật tại quê nhà Thụy Sỹ, Aline Rebeaud lại bỏ ngang để du lịch khắp thế giới. Năm 1992, ở tuổi 20, với 1.000 đô-la Mỹ trong túi, Aline đã đặt chân đến Bắc Âu, Mông Cổ, Liên Xô, Trung Quốc và Việt Nam. Tại Sài Gòn, cô tình cờ gặp một em bé Campuchia nghèo đói, mồ côi cha mẹ sau cuộc chiến Pol Pot. Thương tình, Aline chăm sóc em rồi nhận nuôi, đặt tên là Dũng. Cơ duyên này đã đưa cô đến ý định thành lập nhà tình thương. Sau đó không lâu, cô lập nên Nhà May Mắn (Maison Chance) tại phường Bình Hưng Hòa, quận Bình Tân, TP. HCM.  
Nhà May Mắn phát triển. Đến nay, cô đã mở tổng cộng bốn cơ sở với ba mô hình chính. Đó là Nhà May Mắn (nhà ở), Trung tâm Chắp Cánh (đào tạo nghề), Làng May Mắn (trường học, nhà ở) và Trung Tâm Bảo Trợ Xã Hội Nhà May Mắn tại tỉnh Đắk Nông.
Công nhận đóng góp to lớn của Aline đối với Việt Nam, năm 2018, Nguyên Chủ tịch nước Trương Tấn Sang đã ký quyết định cho phép Aline Rebeaud nhập tịch với cái tên thứ hai, và cũng là tên Việt Nam của cô: Hoàng Nữ Ngọc Tim.
Hiện tại, Maison Chance - Nhà May Mắn đang giúp đỡ tổng cộng khoảng 700 người thụ hưởng trực tiếp mỗi ngày và hỗ trợ lương thực cho gần 1500 người khó khăn hàng năm.

## Giải thưởng
- Năm 2021: 20 phụ nữ truyền cảm hứng do tạp chí Forbes Việt Nam bình chọn.** Năm 2021: Bằng khen đã có thành tích xuất sắc trong công tác bảo trợ người khuyết tật và trẻ mồ côi Việt Nam giai đoạn 2016-2020 do Bộ Lao động – Thương binh và Xã hội trao tặng.
- Năm 2021: Kỷ niệm chương do Trung ương Đoàn Thanh niên Cộng sản Hồ Chí Minh trao tặng nhân dịp kỷ niệm 90 năm Ngày thành lập Đoàn TNCS Hồ Chí Minh (26/3/1931 – 26/3/2021).
- Năm 2017: Maison Chance nhận Giải thưởng VUFO (Tổ chức Hữu nghị Việt Nam) vì những đóng góp có ý nghĩa cho sự phát triển kinh tế xã hội của Việt Nam từ năm 2013 đến năm 2017.
- Năm 2015: Tim và Maison Chance nhận được Bằng khen của Ủy ban Nhân dân Thành phố Hồ Chí Minh về thành tích xuất sắc trong việc thực hiện các chương trình và dự án nhân đạo tại Thành phố Hồ Chí Minh trong nhiều năm (từ 2010 đến 2012).
- Năm 2014: Maison Chance nhận Giải thưởng VUFO (Tổ chức Hữu nghị Việt Nam) vì những đóng góp cho sự phát triển kinh tế xã hội của Việt Nam trong năm 2014.
- Năm 2012 và năm 2011: Maison Chance nhận giải thưởng HUFO (Hội Liên hiệp Hữu nghị Thành phố Hồ Chí Minh) vì những đóng góp tích cực cho sự phát triển của thành phố trong năm 2011 và 2010.
- Năm 2011:  Tim được nhận Huân chương Lao động hạng ba do Chủ tịch nước Cộng hòa Xã hội Chủ nghĩa Việt Nam trao tặng.
- Năm 2010: Maison Chance nhận Giải thưởng VUFO (Liên hiệp các tổ chức hữu nghị Việt Nam) và Giải thưởng HUFO (Hội Liên hiệp các tổ chức hữu nghị thành phố Hồ Chí Minh) vì những đóng góp của mình trong việc giảm nghèo và giúp đỡ cho sự phát triển của Việt Nam cũng như Thành phố Hồ Chí Minh.
- Cùng năm 2010: Tim và Maison Chance đã nhận được Bằng khen của Ủy ban Nhân dân Thành phố Hồ Chí Minh vì sự hỗ trợ của họ đối với người nghèo, người khuyết tật và trẻ em thiệt thòi. Riêng Tim còn nhận được Bằng khen của Ủy ban nhân dân quận Bình Tân vì những đóng góp của bà cho sự phát triển quận từ năm 2005 đến năm 2009.
- Năm 2008: Tim nhận Huy chương EEDCM của Hiệp hội EEDCM của Pháp (Etoile Européenne du Dévouement Civil et Militaire).[1]
- Năm 2008: Tim nhận Huy chương «Main dans la Main» do Hiệp hội Thụy Sĩ Main dans la Main trao tặng.
- Năm 2002: Tim nhận Huy chương Henry Dunant do Hội Chữ thập đỏ Quốc tế trao tặng.[2]